# Haruka (Sängerin)
Haruka (jap. 遼花 -haruka-; * 12. November 1988 in der Präfektur Tokio) ist eine japanische Singer-Songwriterin und Gitarristin.

## Leben und Wirken
Geboren und aufgewachsen in Tokio, begann sie seit der Mittelstufe Rockmusik zu hören und beschloss dadurch Musikerin zu werden. Damals noch unter Vertrag bei Pony Canyon veröffentlichte sie 2008 ihre erste Single Mune ni Kibō o. Das Lied wurde als Titelmusik in dem Anime Blue Dragon verwendet. Im März 2008 brachte sie ihre zweite Single Kimi no Mikata heraus. Nach einigen Konflikten und Meinungsverschiedenheiten mit ihrer Plattenfirma bezüglich ihres musikalischen Stils und ihrer Art und Weise, wie sie ihre Lieder schrieb, beschloss sie, den Vertrag mit der Plattenfirma zu kündigen. Nach fünf Jahren Pause kehrte sie 2013, dieses Mal unter ihrem eigenen Label „Club Disorder“, wieder zurück in die Musikindustrie und veröffentlichte ein Minialbum mit dem Titel Hymns to My Soul. Am 29. Oktober 2014 wurde ebenfalls ihr erstes Album „Anthems“ auf den Markt gebracht. Durch ihren mehrjährigen Aufenthalt in Australien in ihrer Kindheit kann sie fließend Englisch. Sie spricht auch Französisch und hielt bereits einige Interviews in dieser Sprache. Im Oktober 2014 hatte sie ihr erstes Konzert im Rahmen der Expo Mondocon in Budapest, Ungarn. Ungefähr 2000 Leute kamen, um ihren Auftritt live mitzuverfolgen.
Bevor sie ihre erste Single Mune ni Kibō o im Alter von 19 Jahren herausbrachte, arbeitete sie mit 16 Jahren als Textschreiberin für Songs. Sie schrieb Songtexte für zwei Lieder der ersten Single von Aina, ebenfalls eine japanische Sängerin.

## Diskografie
- 2008 Mune ni Kibō o (ムネニキボウヲ) (Single)
- 2008 Kimi no Mikata (君の味方) (Single)
- 2013 Hymns to My Soul (EP, enthält 5 Titel)
- 2014 Anthems (Album, enthält 10 Titel)